# Гали Атари
Авигал „Гали” Атари (хебр. גלי עטרי‎; Реховот, 29. децембар 1953) израелска је певачица и глумица. У пратњи групе Milk and Honey победила је на Песми Евровизије 1979. у Јерусалиму са песмом .

## Младост
Гали Атари је рођена у Реховоту, у Израелу, као Авигаил Атари. Родитељи су јој били Јевреји пореклом из Јемена. Њене сестре Јона Атари и Шош Атари су такође познате јавне личности у Израелу. Отац јој је умро када је имала четири године и тада се породица преселила у Тел Авив.

## Каријера
Атари је израелског музичара Давида Крибуха упознала када је имала 15 година. Након аудиције код њега, отпевала је дио његове песме Half and Half. 1970. године, када је имала 17 година, снимила је две песме. Прва песма била је на енглеском и звала се Give Love Away. Друга песма је била на хебрејском под називом Im yesh lecha shemesh. Песма је постала велики хит у Израелу, а такође је учествовала на фестивалу песама у Јапану представљајући Израел. 1976. поново се такмичила у Јапану али са песмом .
Током 1970-их, каријера јој је слабо напредовала. Објавила је песме Sal eretz hachalom и Leyerushalyim Yirech. 1978. учествовала је на израелском националном избору за Песму Евровизије 1978. са Звијем Бумсом и Удијем Спиелманом, са песмом Nesich hachlomot и заузела је треће место. 1979. године поново покушава као певачица израелског бенда Milk and Honey. Тада је победила и отишла са бендом на Песму Евровизије 1979. у Јерусалим. Тамо су извели песму Hallelujah са којом су и однели победу. Освојили су 125 бодова, девет бодова више од другопласиране Шпаније. Песма Hallelujah је постала веома популарна у Европи и Израелу.
Након евровизијске победе, Атари је наставила да наступа са бендом Milk and Honey. Са њима је снимила бројне хитове као Yachad, Shir Lashirim и Ulay Od Kayitz. 1980. године, после годину дана заједничког рада, повукла се из бенда и поднела тужбу против менаџера групе због тога што јој није плаћено 60 наступа по Европи. Суђење се трајало 14 година и завршило је победом за Атари, којој је исплаћено око 227.000 долара.
1981. објављује свој први рок албум Kach Oti Habayta са песмама Shelcha Ad Etmol и Duet Preda. 1986. је објавила албум Emtza September, који је продан у преко 30.000 примерака. Убрзо након објаве албума је направила своју прву концертну турнеју. И каснија 2 албума су имала велики успех: албум Tza'ad Echad Lifnei Hanahar је продан у преко 80.000 примерака, а албум Bereshit у преко 15.000 примерака.
Током 1990-их је наставила са објавом успешних албума који су продавани у више од 20.000 примерака. 1992. године је проглашена певачицом године од стране израелске радио станице Reshet Gimel. 1996. године је добила дете којем је посветила албум Glida, који ипак није доживео велики успех.
Године 2003. је објавила албум Chabeck Oti Léat који је постао успешан међу млађом публиком. 2008. јој је умрла сестра Шош Атари којој је посветила албум Bein Haésh Levein Hamayim. У фебруару 2014. је објавила нове песме и албум Ahava Lemerchakim Arukim. 2019. јој је понуђено да са члановима својег бившег бенда Milk and Honey отпева песму Hallelujah на Песми Евровизије 2019. у Тел Авиву. Она је то одбила па је песму извела са Кончитом Вурст, Монсом Селмерлевим, Верком Сердучком и Елени Фуреиром.

## Лични живот
Атари се 1989. удала за приватног истражитеља Удија Херцовицза од којег се развела 1994. године Од 1999. године у вези је са ресторатором Јорамом Јарзином, за којег се удала 2019. године на Кипру. Живи у Тел Авиву.

## Албуми
- 1978 –
- 1981 –
- 1984 –
- 1986 –
- 1988 –
- 1989 –
- 1992 –
- 1992 –
- 1998 –
- 2003 –
- 2008 –
- 2014 –